# L'avventura impossibile
L'avventura impossibile (Desperate Journey) è un film del 1942 diretto da Raoul Walsh che ha come protagonisti Errol Flynn e Ronald Reagan.
Il film ottenne la candidatura all'Oscar 1943 per i migliori effetti speciali, firmati da Edwin A. DuPar, Byron Haskin e Nathan Levinson.

## Trama
Dopo un atterraggio di fortuna di un bombardiere alleato nelle foreste della Polonia occupata dai Nazisti, solo in cinque sopravvivono: il tenente Forbes, Johnny Hammond, Kirk Edwards, Jed Forrest e Lloyd Hollis. I cinque si intrufolano in territorio nemico, inseguiti dal maggiore tedesco Otto Baumeister, fermamente intenzionato a catturarli.
Nel corso della fuga, i protagonisti della vicenda, guidati con ferma risolutezza da Forbes, riescono a distruggere una fabbrica chimica, a far fuori svariate decine di soldati tedeschi, a rubare loro le uniformi e, mascherati da ufficiali, ad introdursi in un'area militare ormai prossima a Berlino, dove riescono anche ad impossessarsi di piani segreti per un attacco aereo all'Inghilterra.
La loro eroica e sfrontata avventura esige tuttavia che venga pagato un caro tributo. Dapprima il giovane aviere Hollis, alla sua prima missione e ansioso di far valere il suo coraggio per rendere fieri i genitori, viene gravemente ferito da una fucilata. Vano è il tentativo di strapparlo alla morte da parte di un medico antinazista e della figlia, presso il cui ambulatorio i fuggitivi si sono nascosti e rifugiati.
L'inattesa collaborazione ricevuta in territorio nemico permette ai quattro rimasti di progettare un piano di fuga. Prima di salire sull'aereo con cui volare verso Londra, anche l'anziano e simpatico sergente Edwards viene colpito a morte, mentre il soldato Forrest resta ferito. Ma l'aereo che porterà in salvo i superstiti e il loro prezioso bottino infine decolla verso il territorio alleato.

## Produzione
Le riprese del film, prodotto dalla Warner Bros. Pictures Inc., durarono da fine gennaio a inizio aprile 1942.

## Distribuzione
Il copyright del film, richiesto dalla Warner Bros. Pictures, Inc., fu registrato il 26 settembre 1942 con il numero LP11658.
Il film venne presentato in prima a New York il 25 settembre 1942, uscendo il giorno dopo nelle sale degli Stati Uniti.

### Commenti critici
Il film, realizzato mentre la guerra era in corso, tradisce il suo intento di sostegno alle forze alleate, e viene quindi visto oggi come opera con chiare finalità propagandistiche.
I commenti non esitano infatti ad evidenziare il fatto che se i Nazisti fossero stati realmente stupidi e superficiali come vengono rappresentati nella pellicola, la guerra si sarebbe conclusa in qualche settimana.
L'opera inoltre si mantiene in difficile equilibrio tra l'avventura disimpegnata e quasi comica (con dialoghi spesso scherzosi e frequenti scene ai limiti della parodia) e il film bellico drammatico (la morte del capitano dell'aereo, all'inizio, e poi il ferimento ed il decesso del più giovane e del più anziano dei cinque eroi della vicenda sono sequenze realistiche e molto intense), e non sempre il regista pare dominare al meglio i forti contrasti tra questi opposti registri della sceneggiatura.
Nonostante molte recensioni si limitino a liquidarlo come film di propaganda bellica filo-statunitense, gli vengono comunque quasi sempre riconosciute la buona gestione del ritmo narrativo e la qualità delle interpretazioni.
L'imponente e briosa colonna sonora sinfonica di Max Steiner non ha mai ottenuto, ad oggi, un'edizione discografica che la rappresenti.